# Липки (Ульяновская область)
Липки — посёлок в городском округе Новоульяновск Ульяновской области

## История
На 1974 год в Кремёнский сельсовет входили: с. Кремёнки, п. 1 отд. совхоза «Приволжский», п. УЧХОЗ, п. Центральная усадьба совхоза «Приволжский».
Решением Ульяновского облисполкома № 890 от 27 декабря 1980 года центр Кремёнского сельсовета Ульяновского района перенесён из с. Кремёнки в посёлок центральной усадьбы совхоза «Приволжский», Кремёнский сельсовет переименован в Приволжский сельсовет.
В 1986 г. указом ПВС РСФСР посёлок центральной усадьбы совхоза «Приволжский» переименован в Липки.
13 июля 2004 года принят Закон Ульяновской области 043/ЗО «О муниципальных образованиях Ульяновской области», который наделил МО «Город Новоульяновск» статусом городского округа с административным центром город Новоульяновск. В границы муниципального образования «Город Новоульяновск» вошли: село Криуши, село Липки, село Панская Слобода, поселок Яблоневый, поселок Меловой.
Согласно Закону Ульяновской области от 25.08.2008 N 141-ЗО, на территории МО «Город Новоульяновск» предусматривается создание промышленной зоны. Вновь организуемой зоны предполагалось присвоить наименование «Промышленная зона Новоульяновск».Перспективное развитие посёлка Меловой, в силу негативной экологической ситуации, консервируется и предусматривается постепенный вывод жилья в район «Липки».

## Население
| 2010 |
| ---- |
| 696  |

## Транспорт
9-15 раз в день ходит маршрутное такси 106 Новоульяновск - Липки.